# Сирма Кръстева
Сирма Кръстева Стрезова, известна като Сирма войвода е българска хайдутка, действала в Македония в края на XVIII и началото на XIX век.

## Биография
Родена е през  1776 година в дебърското село Тресонче, тогава в Османската империя. Ръководи малка чета в Дебърско, Кичевско и Крушевско и се бори срещу албанските разбойнически банди. Борила се е преоблечена в мъжки дрехи и била много храбра в боевете. Когато нейните хайдути разбират, че под мъжките дрехи стои жена я принуждават да се откаже от четничеството и да се прибере у дома. През 1818 година се заселва в Прилеп, като се омъжва за байрактаря Велко Спиров от Крушево. В 1856/1857 година като 80-годишна старица с нея се среща Димитър Миладинов. Убита е от турци на път от Прилеп за Варош в 1864 година. За нея разказва хайдушката песен „Сирма войвода“. Нейна восъчна фигура е поставена в Музея на македонската борба в Скопие. Нейна по-голяма сестра е Боряна войвода.
В своя сборник „Български народни песни“ Братя Миладинови са записали песен за Сирма войвода. За нея легендата разказва, че в продължение на дълги години успяла да се престори на мъж и да заблуди всички в четата. В сведенията под песента за Сирма войвода, братята отбелязват: „Нея осемдесетгодишна видяхме в град Прилеп и от нейната уста чухме за младостта ѝ. В одаята ѝ под възглавница държеше кобурите пълни и саби, обвесени на зида, висяха над нея“.

## Памет
На Сирма войвода е наречена улица в квартал „Красна поляна 2“ в София (Карта).